# Dominique van Zuylen van Nyevelt
Baron Dominique Jacques Jean Ghislain van Zuylen van Nyevelt (Oostkamp, 4 augustus 1805 - Ieper, 23 januari 1863) was burgemeester van het Belgische Vlamertinge van 1843 tot 1862. 
Hij was een lid van het adellijk geslacht Van Zuylen van Nievelt, als zevende van de elf kinderen in het gezin van Marie-Dominique van Zuylen (1769-1846), directeur van de posterijen in Brugge en het Brugse Vrije en van Philippine van Hamme de Stampaertshoucke (1775-1867). Op 22 juli 1832 trouwde hij in Ieper met Marie Thérèse van den Peereboom (1810-1893). Het echtpaar bleef kinderloos.
Onder zijn broers en zussen zijn te vermelden:
- Isabelle van Zuylen (1796-1889) die trouwde met Théodore van de Walle.
- Jean van Zuylen (1798-1863), raadsheer bij het hof van beroep in Gent, die trouwde met Eugenie de Busscher (1804-1884).
- François van Zuylen (1800-1883) was kanunnik van de kathedraal en pastoor van het Sint-Janshospitaal.
- Anne van Zuylen (1806-1885), religieuze in het klooster van Spermalie.
- Constance van Zuylen (1807-1877), begijn in Brugge.